# 1721 en musique classique
| \| • Retour à la chronologie générale de la musique classique • \| |
| Grèce • Rome • Haut Moyen Âge • VIIIe siècle • IXe siècle • Xe siècle • XIe siècle XIIe siècle • XIIIe siècle • XIVe siècle • XVe siècle • XVIe siècle • XVIIe siècle XVIIIe siècle • XIXe siècle • XXe siècle • XXIe siècle |
| • Retour à la chronologie générale de la musique classique • |

| Années en musique classique : 1718 - 1719 - 1720 - 1721 - 1722 - 1723 - 1724    |
| Décennies en musique classique : 1690 - 1700 - 1710 - 1720 - 1730 - 1740 - 1750 |

## Événements
- 15 avril : Muzio Scevola, opéra de Filippo Amadei, Giovanni Bononcini et Georg Friedrich Haendel est créé au King's Theatre à Londres.
- 9 décembre : Floridante, opéra de Georg Friedrich Haendel, créé au King's Theatre.
- Jean-Sébastien Bach compose les Concertos brandebourgeois.
- Les Éléments, opéra-ballet d'André Cardinal Destouches, en collaboration avec Delalande, livret de Roy.

## Naissances
- 1er avril : Pieter Hellendaal, organiste, violoniste et compositeur anglais d'origine hollandaise († 19 avril 1799).
- 7 avril : Matthias van den Gheyn, compositeur, organiste, claveciniste et carillonneur belge († 22 juin 1785).
- 24 avril : Johann Philipp Kirnberger, compositeur allemand, théoricien de la musique († 27 juillet 1783).
- 24 octobre : Quirino Gasparini, compositeur italien († 30 septembre 1778).

Date indéterminée :
- Andrea Adolfati, compositeur italien († 28 octobre 1760).

## Décès
- 7 février : Daniel Vetter, organiste et compositeur allemand (° 1657).
- 22 février : Johann Christoph Bach III, organiste et compositeur allemand, frère aîné de Johann Sebastian (° 16 juin 1671).
- 27 février : Sébastien Huguenet, violoniste français (° 21 janvier 1652).

Date indéterminée :
- Johann Anton Losy von Losimthal, luthiste et guitariste tchèque (° 1650).
- Jacques Paisible, compositeur  et virtuose de la flûte à bec français (° 1656).